# Didymodon oedocostatus
Didymodon oedocostatus là một loài rêu trong họ Pottiaceae. Loài này được J. A. Jiménez & M.J. Cano mô tả khoa học đầu tiên năm 2010.